# Julia Peirone
Maria Julia Peirone Udriot, född 3 augusti 1973 i Argentina, är en svensk fotograf.

## Biografi
Julia Peirone, som är uppvuxen i Lund, är utbildad på Högskolan för fotografi i Göteborg och i fri konst på Konstfack i Stockholm, där hon 2001 avlade sin masterexamen. Hon bor och arbetar i Stockholm.
Peirone är känd för sina fotografier av tonårsflickor. Kvinnorna i hennes bilder är ofta fångade i poser där ögon är halvt stängda och munnar halvöppna. De är ofta även fångade i en pågående rörelse. Detta gör att hennes bilder beskrivs som att de avslöjar det inre livet hos de unga kvinnor hon avporträtterar. I Svenska Dagbladet den 2 januari 2013 beskrivs de poser kvinnorna intar av journalisten Joanna Persman: "Poserna är föga. smickrande, men desto mer äkta som en sammanfattning av tonårens villrådighet. Det mysterium som de unga utgör för oss, är inget i jämförelsen med den gåta som de utgör för sig själva."
Julia Peirone är gästlärare på Konsthögskolan i Umeå.
I programmet Alla är fotografer på SVT1 2013 var Julia Peirone en av dem som guidade Henrik Schyffert och Johan Rheborg i deras försök att bli bättre fotografer.

## Utställningar och representationer
Peirone har ställt ut på bland andra Artipelag, Norrtälje Konsthall, Uppsala konstmuseum, Kulturhuset i Stockholm, Växjö Konsthall, Kristianstads konsthall och i andra länder.
Julia Peirone är representerad på bland andra Göteborgs konstmuseum, Kiasma, Stenersenmuseet och Nationalmuseet och Moderna museet i Stockholm.